# Александрова Коса
Алекса́ндрова Коса́ — село в Неклиновском районе Ростовской области.
Входит в состав Новобессергеневского сельского поселения.

## Население
| 2010 |
| ---- |
| 926  |

## Улицы
| - ул. 1 Мая, - ул. 22 Партсъезда, - ул. 23 Партсъезда, - пер. 8 Марта, | - ул. 8 Марта, - ул. Ивановская, - ул. Набережная, - ул. Октябрьская, | - ул. Первомайская, - ул. Смирнова, - ул. Транспортная, - ул. Цветочная. |